# Распятие с Марией и Иоанном
«Распятие с Марией и Иоанном» — картина итальянского художника периода проторенессанса Никколо́ ди Пьетро Джерини из собрания Государственного Эрмитажа.
На картине на золотом фоне изображён крест с распятым Иисусом Христом, основание которого упирается в символический камень, олицетворяющий Голгофу; у подножия креста лежит человеческий череп. Сверху над головой Христа красная табличка с аббревиатурой INRI — от латинского «Iesvs Nazarenvs Rex Ivdæorvm», то есть «Иисус Назарянин, Царь Иудейский». С обеих сторон возле головы Христа парят два ангела. На земле возле креста стоят слева Дева Мария и справа евангелист Иоанн. Основа картины состоит из двух вертикально ориентированных досок. Верх картины закруглён, сама она заключена в современную ей резную раму в виде готической арки, сверху которой растительный орнамент, а по бокам витые спиралевидные колонны. В основании рамы золотыми буквами на чёрном фоне сделана надпись на латинском языке PATER. NOSTER. QVIES. INCIELIS. SANTIFI (Отче наш, сущий на небесах. — Мф. 6: 9).
Ранняя история картины не установлена, считается, что она написана около 1390—1395 годов в Сиене. В 1855 году её в Риме в галерее Труа купил за 200 франков граф П. С. Строганов. Долгое время картина хранилась в Санкт-Петербурге в его доме на Сергиевской улице, а после смерти владельца в 1911 году была перенесена в Строгановский дворец на Мойке. После Октябрьской революции всё имущество Строгановых было национализировано, во дворце на Мойке был устроен Строгановский дворец-музей, однако в 1926 году музей был упразднён и все его коллекции были распределены между Русским музеем и Эрмитажем. Большинство работ эпохи Возрождения, включая и «Распятие с Марией и Иоанном» Джерини, было передано в Государственный Эрмитаж. Выставляется в здании Большого (Старого) Эрмитажа в зале 207
При поступлении в собрание графа П. С. Строганова картина значилась как работа неизвестного последователя Джотто XIV века, впоследствии эта атрибуция долго сохранялась и в Эрмитаже. Однако в эрмитажных каталогах, составленных М. И. Щербачёвой в 1958 и 1976 годах, она была приписана Джованни даль Понте. В 1984 году Т. К. Кустодиева сопоставила эрмитажное распятие с «Распятием с предстоящими и св. Франциском», хранящимся в Национальной пинакотеке Сиены и твёрдо атрибутированном Никколо́ ди Пьетро Джерини. По её мнению, «художник буквально повторил типы Христа, Мадонны, своеобразное строение тела Христа с вывернутыми суставами, трактовку волос Иоанна и Христа. Аналогично распределение цветовых пятен: розовый плащ Иоанна, его зеленоватый хитон, розовые одеяния ангелов» . С этого времени эрмитажное «Распятие» также стало считаться работой Джерини. Кустодиева отмечала:

Никколо ди Пьетро Джерини принадлежит к тем флорентийским мастерам, для которых определяющим было искусство Джотто (1266—1337), первым преодолевшего византийскую традицию в изображении пространства и фигур и тем самым заложившего основу Ренессанса. В эрмитажном «Распятии» весомость и объёмность тел Марии и Иоанна вступает в противоречие с условным золотым фоном, наследием средневековой иконописи.

В собрании Эрмитажа есть ещё одна картина Никколо ди Пьетро Джерини «Мадонна с Младенцем, четырьмя святыми и четырьмя ангелами».